# Jusheyhoea macrura
Jusheyhoea macrura – gatunek widłonoga z rodziny Chondracanthidae. Opisali go w 1985 roku César Villalba S. i Jacqueline Fernández Bargiela z Universidad de Concepción w Chile, czyniąc go gatunkiem typowym nowego rodzaju Jusheyhoea.